# 그린델발트역
그린델발트역(Grindelwald)은 스위스 베른주에 있는 그린델발트 마을과 지자체에 있는 기차역이다. 이 역은 인터라켄 동역까지 운행하는 기차가 운행하는 BOB(베르너 오버란트 철도, Berner Oberland Bahn)와 그린델발트 그룬트를 경유하여 클라이네 샤이덱까지 운행하는 벵에른알프 철도(WAB)의 종점이다.
BOB 라인과 WAB 라인은 서로 다른 궤간을 사용하며 물리적으로 연결되어 못한다. 그러나 열차는 같은 역 내의 인접한 플랫폼에서 운행된다. 두 노선의 열차는 서쪽 끝에서 역으로 진입한다. 직관적이지 않게 WAB는 그린델발트 그룬트까지 가파르게 하강하여 클라이네 샤이덱까지 오른다.

## 운행편
2020년 12월 시간표 변경에 따라 다음 철도 운행편이 그린델발트에서 정차한다.
- 레기오 :
  - 인터라켄 동역까지 30분마다 운행.
  - 클라이네 샤이덱역까지 매시간 30분마다 운행.

포스트버스 서비스는 대부분의 다른 교통이 차단된 도로를 사용하여 그로세 샤이덱 고개를 통해 마이링엔으로 가는 편을 포함하여 그린델발트역을 다른 지역으로 연결한다.